# میروشکا
میروشکا (به لاتین: Miroszka) یک روستا در لهستان است که در گمینا نگخانووو واقع شده‌است. میروشکا ۱۰۰ نفر جمعیت دارد.